# Samojede (Hunderasse)
Der Samojede (russisch самоедская собака, transkribiert samojedskaja sobaka, Samojedenhund; gelegentlich auch als „Samojedenspitz“ bezeichnet) ist eine von der FCI anerkannte mittelgroße nordische Hunderasse (FCI-Gruppe 5, Sektion 1, Standard Nr. 212). Die Rasse entstand aus Hunden, die von samojedischen Völkern in Sibirien verwendet wurden. Nach diesen Völkern wurde die Hunderasse auch benannt, als Ernest Kilburn-Scott ab 1894 erste Tiere nach England brachte und mit dem Züchten der ab 1913 anerkannten Rasse begann.

## Beschreibung
Der Rassestandard für den Samojeden wird als FCI-Standard Nr. 212 bei der Fédération Cynologique Internationale (FCI) geführt. Er beschreibt das allgemeine Erscheinungsbild eines Samojeden als ein Tier, das „den Eindruck von Kraft, Ausdauer, Geschmeidigkeit, Würde und Selbstvertrauen gepaart mit Charme vermittelt“. Als charakteristisches Merkmal wird das so genannte „Lächeln“ des Samojeden genannt; dieser für Hunde ungewöhnliche Gesichtsausdruck wird erzeugt durch die Kombination der Augenform und -stellung mit den in sanfter Kurve nach oben gerichteten Lefzenwinkeln. Der Charakter des Samojeden soll „freundlich, aufgeschlossen, munter und lebhaft mit sehr gering ausgeprägtem Jagdinstinkt“ und „sehr gesellig“ sein; Samojeden sollen „keinesfalls scheu oder aggressiv“ auftreten.
Trotz ihrer früheren Nutzung als Wachhunde gelten sie heute als ungeeignet für diese Verwendung, wobei sie bei Annäherung eines Fremden an „ihr“ Territorium (Garten) zwar anschlagen, aber nicht aggressiv werden.
Die ideale Schulterhöhe eines Samojeden liegt bei 57 (Rüden) beziehungsweise 53 Zentimetern (Hündinnen), wobei jeweils eine Abweichung von 3 Zentimeter nach oben oder nach unten toleriert wird. Der Rüde wiegt zwischen 25 und 30 Kilogramm, die Hündin zwischen 20 und 25 Kilogramm. Der Kopf soll kräftig und keilförmig, der Hals kräftig und mittellang sein. Der Körper ist etwas länger als hoch, tief und kompakt, dabei jedoch geschmeidig. Die Rute soll „ziemlich hoch angesetzt“ sein und wird „in der Bewegung oder in aufmerksamer Haltung […] vom Ansatz an über den Rücken oder zur Seite gebogen getragen, darf aber in Ruhestellung herabhängen“. Im Gegensatz zu anderen Schlittenhunden sind blaue oder zwei unterschiedlich gefärbte Augen ein zuchtausschließender Faktor.

## Das Fell
Ein besonderes Merkmal des Samojeden ist das Haarkleid, das „üppig, dick, elastisch und dicht“ sein soll; es dient als natürlicher Schutz im Polarklima. Das Fell ist rein weiß oder weiß, beige oder cremefarben. Es besteht aus einer dichten weichen Unterwolle (Kälteschutz) sowie einem längeren Deckhaar, das die Unterwolle vor Feuchtigkeit und Verschmutzung schützt. Der Samojede haart wenig bis gar nicht, außer während des Fellwechsels, der zweimal im Jahr auftritt. Das Fell ist zum größten Teil selbstreinigend.
Die ursprünglichen Samojedenhunde traten auch in anderen Fellfärbungen wie braun oder schwarz auf. Dies entspricht jedoch nicht dem heutigen Zuchtstandard.

## Züchtung und Nutzung
Samojeden wurden von dem Volksstamm der Nenzen (Samojeden) ursprünglich als Arbeitshunde, Schlittenhunde, Hütehunde und Wachhunde verwendet. Erna Bossi beschreibt in ihrem Buch Der Samojede die frühere Nutzung dieser nordischen Hunderasse: „Sie hüteten ihre Rentierherden, verteidigten sie gegen angreifende Wölfe und Bären und waren ihre Jagdgefährten. Manchmal wurden sie auch vor die Schlitten gespannt. […] Mensch und Tier waren aufeinander angewiesen und lebten in engster Gemeinschaft miteinander […]. Nachts durften die Hunde auch mit ins Zelt und dienten als Bettwärmer. Sie galten als vollwertige Mitglieder der Familie“.
Im 19. und 20. Jahrhundert wurden Samojeden von europäischen und amerikanischen Forschern in Arktis und Antarktis als Schlittenhunde genutzt. Eine frühe Erwähnung der Vorfahren heutiger Samojeden findet sich in den Berichten zur gescheiterten Nordpol-Expedition von Fridtjof Nansen von 1894; die Tiere werden als sehr ausdauernd beschrieben, sie könnten 95 Kilometer in einer Strecke zurücklegen, ohne gefüttert zu werden.
Der Brite Ernest Kilburn-Scott brachte 1889 erste Exemplare nach England und gilt als Begründer der Samojedenzucht. Sein Entwurf für einen Rassestandard sah zwei Typen von Samojeden vor: Der eine war etwas hochbeinig, aber stabil gebaut, das Fell war schneeweiß; der andere war ein bärenhafter Typ mit kleinen, behaarten Ohren und kräftigen Pfoten mit dicken Ballen. Diese Grundtypen finden sich, im Rahmen des durch den Zuchtstandard Zulässigen, in Grundzügen auch heute noch. Der erste Rassestandard stammt von 1909.
Erste Tiere gelangten etwa 1904 in die Vereinigten Staaten; 1913 wurden Samojeden amtlich als Hunderasse anerkannt. 1923 wurde in den USA als erster Zuchtverein der Samoyed Club of America gegründet. Eine intensive Zucht begann in den ersten Nachkriegsjahren ab etwa 1946, die Popularität der Samojeden nahm jedoch erst ab etwa 1956 in nennenswertem Ausmaß zu.
In Deutschland ist der 1968 gegründete Deutsche Club nordischer Hunderassen (DCNH) für die Einhaltung der Zuchtstandards zuständig.
Samojeden werden auch in Australien, Dänemark, Finnland, Deutschland, den Niederlanden, Irland, Italien, Neuseeland, Schweden, Norwegen und seit einiger Zeit auch in Spanien in größerem Umfang gezüchtet. Sogar in Simbabwe gibt es einen kleinen Zwinger. Die dort gezüchteten Tiere sollen sich den klimatischen Gegebenheiten erstaunlich gut angepasst haben.
Obwohl Samojeden eigentlich Arbeitshunde sind, werden sie heute hauptsächlich als Haus-, Familien- oder Ausstellungshunde sowie gelegentlich im Hundesport, beispielsweise in Agility, mit gutem Erfolg eingesetzt. Seltener werden sie als Schlittenhunde bei Schlittenhunderennen verwendet, da sie zwar sehr ausdauernd, aber weniger schnell als Huskys und weniger kräftig als Malamutes sind.

## Gesundheit

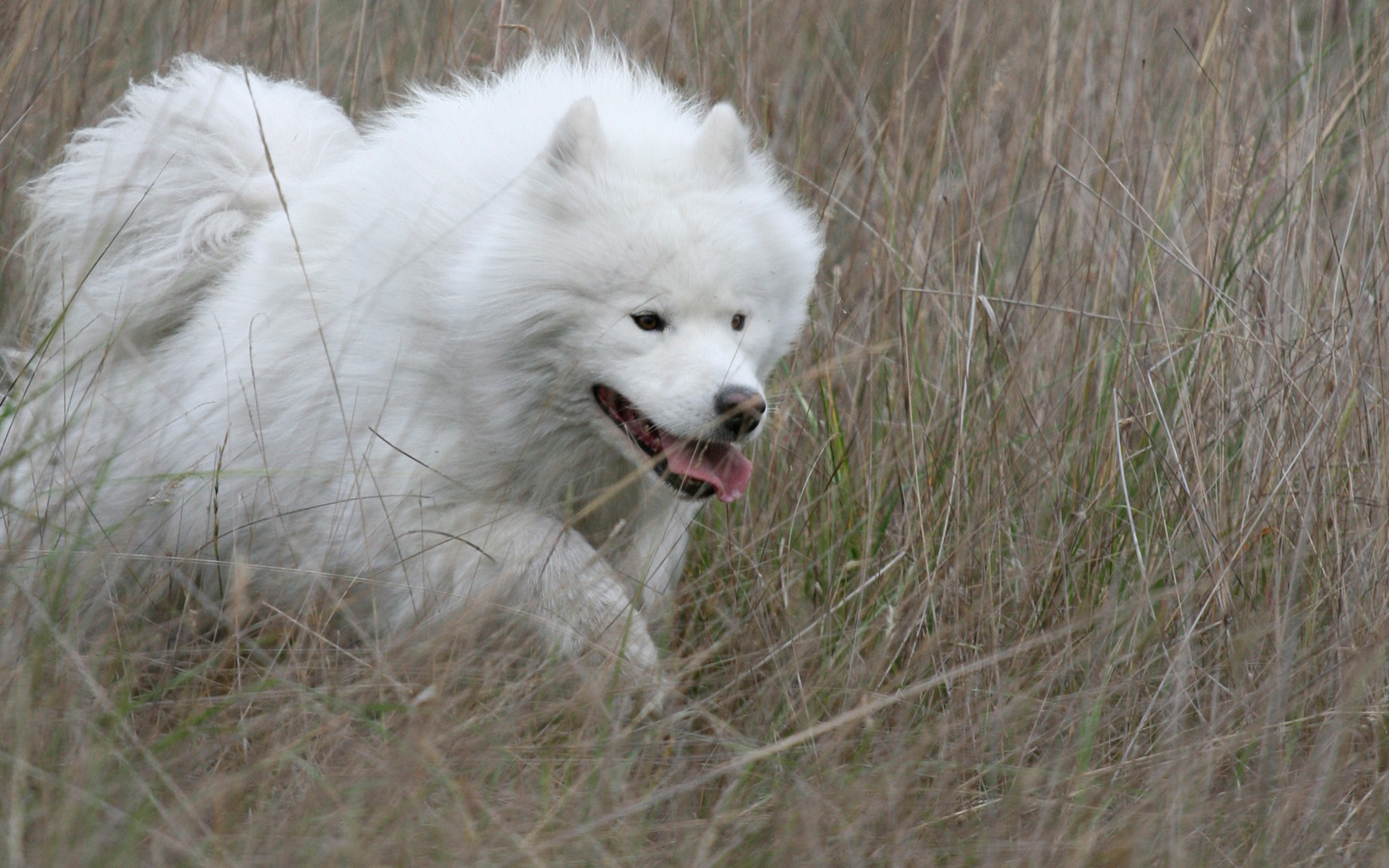
Samojede beim Spurt

Für den Samojeden sind in der tiermedizinischen Fachliteratur mehrere rassespezifische Erbkrankheiten beschrieben:
- Diabetes mellitus, ähnlich, aber nicht identisch mit dem menschlichen Typ I (Insulindefizit): Die Krankheit tritt bei mittelalten Samojeden überproportional häufig auf; das durchschnittliche Alter bei der Diagnose liegt bei sieben Jahren. Die Ursache liegt in einer chronischen Entzündung der Bauchspeicheldrüse und/oder autoimmuner Zerstörung der Beta-Zellen der Langerhansschen Inseln. Außerdem wurden bei betroffenen Hunden auch Autoantikörper gegen Insulin festgestellt. Zurzeit werden mehrere Genmarker als mögliche Ursachen diskutiert.[2][3]
- Progressive Retinaatrophie (PRA), bei dieser Rasse verursacht durch eine Frameshift-Mutation auf dem RPRG-Locus des X-Chromosoms. Die Krankheit führt zu einem langsam fortschreitenden Verlust des Sehsinns, der schließlich zur Erblindung führt. Erste Symptome treten zwischen zwei und fünf Jahren auf. Die Krankheit entspricht der X-linked PRA Typ 3 beim Menschen.[4][5]
- Erbliche Nierenentzündung durch eine Nonsense-Mutation im Codon 1027 des COL4A5-Gens auf dem X-Chromosom (Glycin zu Stopcodon), die dem Alport-Syndrom beim Menschen ähnelt. Die Krankheit wird einfach X-Chromosomal dominant vererbt, wobei Rüden im Allgemeinen stärkere Symptome aufweisen als Hündinnen. Klinisch sieht man bei beiden Geschlechtern ab dem Alter von drei bis vier Monaten Proteinurie; bei Rüden folgt darauf relativ schnell Nierenversagen in Kombination mit mehr oder weniger stark ausgeprägtem Hörverlust und Tod im Alter von 8 bis 15 Monaten; bei heterozygoten Hündinnen ist der Krankheitsverlauf langsamer. Der Krankheitsverlauf kann mittels Ciclosporin A und ACE-Hemmern verlangsamt, jedoch nicht aufgehalten werden.[6][7][8][9]
- Kurzbeinigkeit in Verbindung mit Fehlbildungen der Augen: Durch einen Gendefekt auf dem COL2A1-Locus kommt es zu disproportioniertem Kleinwuchs durch verkürzte Gliedmaßen in Verbindung mit grauem Star, Fehlbildungen der Netzhaut und/oder Netzhautablösung, Verflüssigung des Glaskörpers und persistierender Arteria hyaloidea. Die Fehlbildungen der Netzhaut sind dominant (kommen also schon bei heterozygoten Hunden vor), die übrigen Symptome sind rezessiv, kommen also erst bei homozygot betroffenen Hunden zur Ausprägung. Ein Zusammenhang mit Opticin besteht nicht.[10][11][12]
- Pulmonalstenose tritt beim Samojeden im Vergleich mit anderen Rassen gehäuft auf. Die Krankheit kann zu Kurzatmigkeit, Herzrhythmusstörungen und schnellem Ermüden bei Bewegung führen und erhöht das Risiko für kongestives Herzversagen.[13]

## Verwandte Rassen
Der Samojede wird häufig verwechselt mit weißen Exemplaren des Großspitzes (Deutscher Spitz), des American Eskimo Dog oder auch des Wolfsspitzes, die ebenfalls einen spitzen Fang und Stehohren haben. Der Samojede ist eine nordische Rasse und mit den Spitzen verwandt, teilt deren Wesensmerkmale als Wach- und Hofhund aber nicht.
Als nordische Rasse wird der Samojede gelegentlich auch mit dem Siberian Husky verwechselt; dieser hat jedoch in der Regel ein graues Fell und blaue Augen, während Samojeden immer weißes Fell und braune bis braunschwarze Augen haben und das Fell viel länger ist als das des Huskys, bei dem das zu lange Fell ein zuchtausschließender Fehler ist. Gelegentlich ist auch eine Verwechslung mit weißen Eurasiern möglich, doch ist Weiß als Farbe bei Eurasiern ein zuchtausschließender Fehler; sie sind also dementsprechend selten. Da zur Züchtung des Eurasiers – neben Wolfsspitz und Chow-Chow – auch Samojeden eingesetzt wurden, handelt es sich hier um sehr enge Verwandte.